# Lester Prosper
Lester Prosper (Roseau, 21 settembre 1988) è un cestista anglo-verginiano naturalizzato indonesiano.